# Batalla de Orsha
La Batalla de Orsha (en lituano: Oršos mūšis, en bielorruso: Бітва пад Оршай, en polaco: bitwa pod Orszą, en ucraniano: Битва під Оршею), fue una batalla librada el 8 de septiembre de 1514, entre las fuerzas aliadas del Gran Ducado de Lituania y la Corona del Reino de Polonia, bajo el mando del Hetman Konstanty Ostrogski; y el ejército del Gran Ducado de Moscú al mando de Konyushy Ivan Chelyadnin y Kniaz Mikhail Golitsin. La batalla de Orsha formó parte de una larga serie de guerras moscovito-lituanas llevadas a cabo por los gobernantes moscovitas que se esforzaban por reunir todas las tierras de la antigua Rus de Kiev bajo su dominio.
Según Rerum Moscoviticarum Commentarii de Sigismund von Herberstein, la principal fuente de información sobre la batalla, el ejército lituano-polaco, mucho más pequeño, menos de 30 000 hombres, derrotó a una fuerza de 80 000 soldados moscovitas, capturando su campamento y a su comandante. Estos números y proporciones han sido discutidos por algunos historiadores modernos.

## Víspera de la batalla
A finales de 1512, el Gran Ducado de Moscú inició una nueva guerra por las tierras de Rutenia del Gran Ducado de Lituania en las actuales Lituania, Bielorrusia y Ucrania. Alberto I, Gran Maestre de los Caballeros Teutónicos, se rebeló y se negó a dar un compromiso de vasallaje a Segismundo I el Viejo de Polonia-Lituania, como exigía la Segunda Paz de Thorn (1466). Albrecht I fue apoyado por Maximiliano I.
La fortaleza de Smolensk era entonces el puesto más oriental del Gran Ducado de Lituania y una de las fortalezas más importantes que lo custodiaban desde el este. Repelió varios ataques moscovitas, pero en julio de 1514 un ejército moscovita la sitió y finalmente la capturó. Espoleado por este éxito inicial, el Gran Príncipe de Moscú Basilio III ordenó a sus fuerzas adentrarse en la actual Bielorrusia, ocupando las ciudades de Krichev, Mstislavl y Dubrovna.
Mientras tanto, Segismundo el Viejo reunió a unos 35 000 soldados, la mayoría de los cuales (57%) eran polacos, para la guerra con su vecino oriental. Este ejército era inferior en número, pero estaba formado en su mayoría por una caballería bien entrenada.
La Corona nunca había puesto un ejército regular tan grande en el campo. El ejército regular polaco estaba comandado por Janusz Świerczowski, mientras que los destacamentos privados polacos y las tropas domésticas estaban bajo el mando de Wojciech Sempoliński. El servicio terrestre lituano, unos 15 000 soldados, estaba dirigido por el Gran Hetman Konstanty Ostrogski y el Hetman de Campo Jerzy Radziwiłł. Las fuerzas lituano-polacas incluían 32 500 soldados de caballería y 3000 mercenarios. infantería. Segismundo dejó entre 4000 y 5000 hombres en la ciudad de Barysau, mientras que la fuerza principal, puesta bajo el mando del Hetman Konstanty Ostrogski y con unos 30 000 efectivos, siguió adelante para enfrentarse a los moscovitas.
A finales de agosto, se produjeron varias escaramuzas en los cruces de los ríos Berezina, Bobr y Drut, pero el ejército moscovita evitó un enfrentamiento mayor.
Sufriendo pérdidas insignificantes, los moscovitas avanzaron hasta la zona entre Orsha y Dubrovno en el río Krapivna, donde acamparon. Ivan Chelyadnin, confiado en que las fuerzas lituano-polacas tendrían que cruzar uno de los dos puentes del río Dniéper, dividió sus propias fuerzas para vigilar esos cruces. Sin embargo, el ejército de Ostrogski cruzó el río más al norte por dos puentes de pontones. En la noche del 7 de septiembre, el ejército lituano-polaco comenzó los preparativos para una batalla final con los moscovitas. El Hetman Konstantyn Ostrogski colocó la mayor parte de sus 16 000 caballos del Gran Ducado en el centro, mientras que la mayor parte de la infantería polaca y las tropas auxiliares ocupaban los flancos. La infantería de Bohemia y Silesia se desplegó en el centro de la línea, frente a las reservas compuestas por la caballería lituana y polaca.

### Tamaño del ejército moscovita

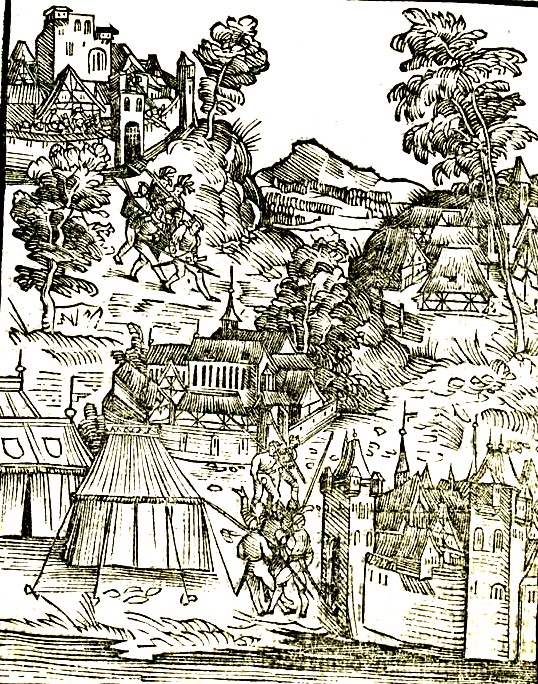
Russo-Polish war, image from Jacob Piso Die Schlacht von dem Kunig von Poln und mit dem Moscowiter, 1514

El tamaño del ejército moscovita sigue siendo una cuestión sin resolver. Las fuentes narrativas lituanas suelen dar cifras elevadas. El rey Segismundo escribió al Papa León X sobre una "horda de moscovitas" que constaba de 80 000 hombres. Segismundo también afirmó que su ejército había matado a 30 000 moscovitas y tomado prisioneros a 46 comandantes y 1500 nobles. Los documentos polacos y lituanos existentes, sin embargo, enumeran todos los nobles capturados por su nombre; solo 611 hombres en total. El historiador polaco Bohun considera improcedente confiar en lo que él denomina "datos propagandísticos" proporcionados por Segismundo. Gembarowicz (otro investigador polaco) opina que el ejército moscovita tenía unos 40 000 efectivos. Tampoco está claro por qué -si la cifra de 70 000-80 000 hombres es fiable- el rey Segismundo (que conocía esta superioridad del ejército moscovita por las cartas de Mikhail Glinsky) mantuvo una guardia personal de unos 5000 hombres (alrededor del 15% de su ejército) en reserva, sin enviarlos a la batalla. Las crónicas moscovitas (Códice de Novgorodia y códice de Sofía) afirman una superioridad numérica lituana.
El historiador ruso A. Lobin trató de calcular el tamaño del ejército moscovita en Orsha basándose en la capacidad de movilización de las ciudades que tenían que enviar habitantes al servicio militar. Se sabe que, a excepción de los hijos de Boyar del regimiento del soberano, el ejército estaba formado por gente de al menos 14 ciudades: Nóvgorod, Pskov, Velikie Luki, Kostroma, Murom, Borovsk, Tver, Volok, Roslavl, Vyazma, Pereyaslavl, Kolomna, Yaroslavl y Starodub. Basándose en las cifras de la bien documentada campaña de Polotsk de 1563, el autor da las siguientes estimaciones: 400-500 tártaros, 200 hijos boyardos del regimiento del soberano, 3000 novgorodianos y pskovianos, y unos 3600 representantes de otras ciudades, en total unos 7200 nobles. Una vez incluidos los sirvientes, el tamaño total del ejército moscovita podría ser de 13 000-15 000 hombres. Teniendo en cuenta las pérdidas durante la campaña, el nivel de deserción que se documenta en las fuentes y el número de soldados que quedaron como guarnición en Smolensk; el número de tropas moscovitas presentes en Orsha podría haber sido de unos 12 000 hombres. Este método de cálculo ha sido respaldado por Brian Davies (Universidad de Texas en San Antonio, EE. UU.), y los historiadores rusos N. Smirnov, A. Pankov, O. Kurbatov, М. Krom, y V. Penskoy.

## La batalla

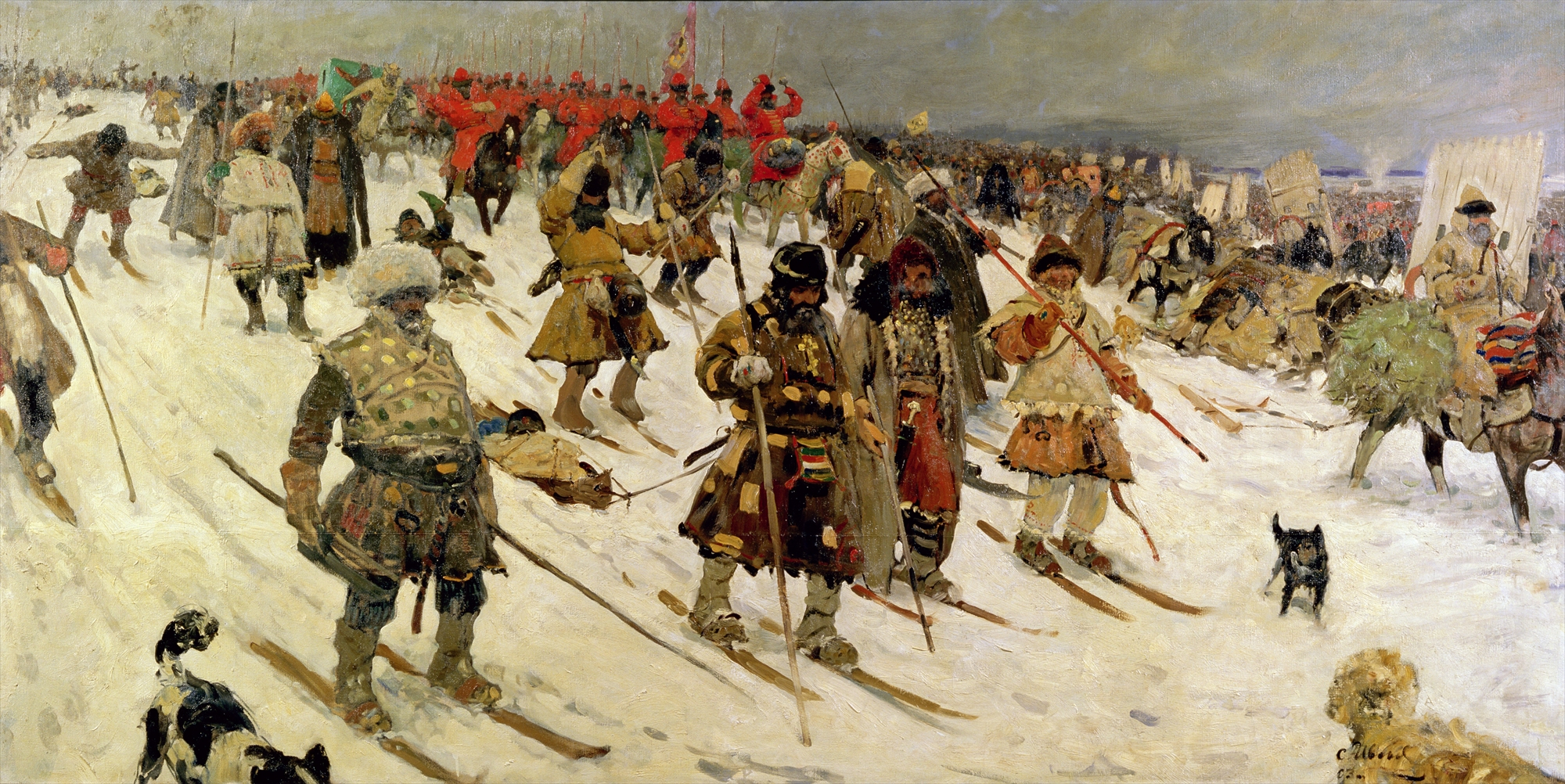
Campaña rusa contra los lituanos (óleo sobre lienzo de Sergey Ivanov, 1903).

El 8 de septiembre, poco después del amanecer, Ivan Chelyadnin dio la orden de ataque. Las fuerzas moscovitas intentaron flanquear a los lituanos y a los polacos atacando sus flancos, en los que había tropas de húsares ligeros polacos, lituanos y tártaros. Una de las tenazas del ataque estaba comandada por Chelyadnin personalmente, mientras que la otra estaba dirigida por el príncipe Bulgakov-Golitsa. El ataque inicial fracasó, y los moscovitas se retiraron hacia sus posiciones iniciales. Chelyadnin seguía confiando en que las probabilidades, casi 3:1 a su favor, le darían la victoria. Sin embargo, preocupado por su propia ala de las fuerzas moscovitas, perdió la pista de los otros sectores y no logró coordinar una defensa contra el contraataque de la caballería ligera lituana y pesada polaca, que hasta entonces se había mantenido en reserva.
La caballería ligera lituana y polaca y los tártaros atacaron el centro de las líneas moscovitas en un intento de dividirlas. En el momento crucial, la caballería polaca pareció vacilar y luego se puso en retirada. Los moscovitas persiguieron con todas sus reservas de caballería. Los tártaros lituanos y la caballería polaca, después de retroceder durante varios minutos bajo la persecución de los rusos, se volvieron repentinamente hacia los lados. La caballería moscovita se encontró ahora enfrentada a la artillería oculta en el bosque. De ambos lados aparecieron fuerzas lituanas que procedieron a rodear a los moscovitas. Ivan Chelyadnin dio la voz de retirada, que pronto se convirtió en algo de pánico. Las fuerzas moscovitas fueron perseguidas por el ejército del Gran Ducado de Lituania durante cinco kilómetros.
La derrota moscovita se atribuye a menudo a los repetidos fallos de Iván Cheliadnin y Golitsa en la coordinación de sus operaciones.
Sigismund von Herberstein informó de la muerte de 40 000 moscovitas. Según los relatos de las crónicas polacas, 30 000 rusos murieron y otros 3000 fueron hechos prisioneros, entre ellos Ivan Chelyadnin y otros ocho comandantes. Las fuerzas del Gran Ducado de Lituania tomaron el campamento militar moscovita y los 300 cañones. El Gran Príncipe Vasili III, disgustado por la derrota masiva, comentó supuestamente que "los prisioneros [eran] tan útiles como los muertos".

## Consecuencias

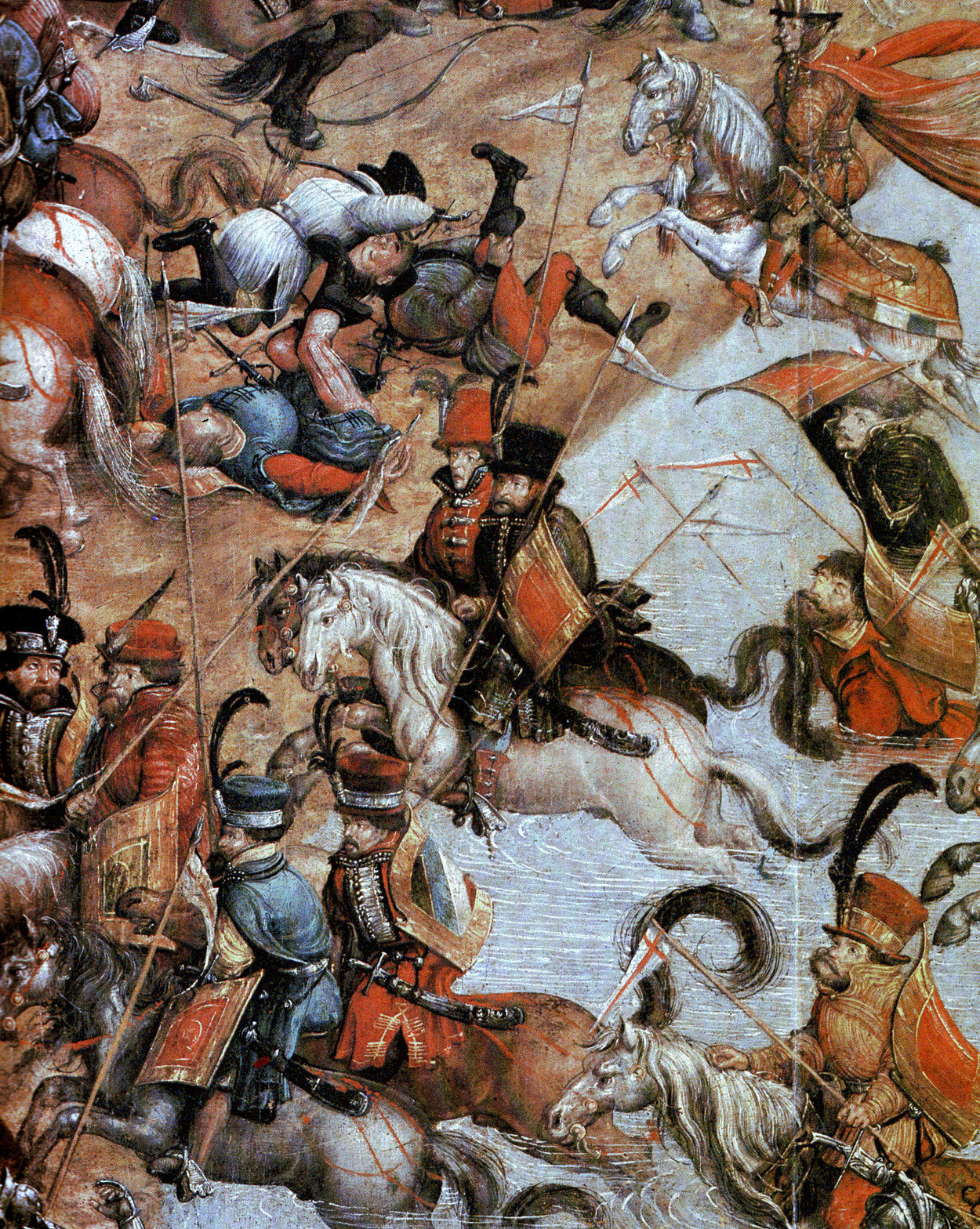
Húsares durante la batalla de Orsha (1514)

Las fuerzas de Ostrogski continuaron su persecución del derrotado ejército ruso y retomaron la mayoría de las fortalezas previamente capturadas, incluyendo Mstislavl y Krychev, y el avance de los rusos se detuvo durante cuatro años. Sin embargo, las fuerzas lituanas y polacas estaban demasiado agotadas para sitiar Smolensk antes del invierno. Esto significó que Ostrogski no llegó a las puertas de Smolensk hasta finales de septiembre, dando a Basilio III tiempo suficiente para preparar la defensa.
En diciembre, Hetman Konstanty Ostrogski entró triunfalmente en Vilnius. Para conmemorar la victoria, se erigieron dos iglesias ortodoxas: la Iglesia de la Santísima Trinidad y la Iglesia de San Nicolás, que siguen siendo uno de los ejemplos más impresionantes de la arquitectura de la Iglesia Ortodoxa en Lituania. Inmediatamente después de la victoria, el Estado polaco-lituano comenzó a explotar la batalla para su propaganda dirigida a otras naciones de Europa, con la intención de mejorar la imagen de Polonia-Lituania en el extranjero. Se enviaron varios relatos panegíricos de la batalla a Roma. El mensaje polaco era similar al de Bomhover: los moscovitas no son cristianos; son crueles y bárbaros; son asiáticos y no europeos; están aliados con los turcos y los tártaros para destruir la cristiandad.
Impresionado por el alcance de la victoria lituana y polaca, Maximiliano I, emperador del Sacro Imperio Romano Germánico, inició las negociaciones de paz con la dinastía Jagellón en Viena. El 22 de julio de 1515, se alcanzaron los acuerdos finales de paz y cesó la amplia coalición contra Lituania y Polonia.
La guerra entre el Gran Ducado de Lituania y el Gran Ducado de Moscú duró hasta 1520. En 1522 se firmó la paz, bajo cuyos términos Lituania se vio obligada a ceder a Moscú alrededor de una cuarta parte de sus posesiones dentro de las tierras de la antigua Rus de Kiev, incluyendo Smolensko. Esta última ciudad no fue retomada hasta casi un siglo después, en 1611. Tras el acuerdo de paz de 1522, el Gran Ducado de Lituania intentó atacar Moscú una vez más, pero los conflictos militares importantes se resolvieron durante unos 40 años.

## Actualidad
Los bielorrusos consideran la batalla como un símbolo del renacimiento nacional, y muchos la ven como el Día de la Gloria Militar de Bielorrusia. El 8 de septiembre de 1992, en el 478.º aniversario de la batalla, los cadetes de la Escuela Superior de Ingeniería Militar de Minsk y de la Escuela Superior de Mando Militar de Minsk, ahora la Academia Militar de Bielorrusia unificada, prestaron el primer juramento militar de lealtad a las Fuerzas Armadas de Bielorrusia, celebrándose su ceremonia de iniciación en la Plaza de la Independencia de Minsk en presencia del ministro de defensa Pavel Pavlovich Kozlovsky. A pesar de los intentos de revivir la postura anterior del Estado sobre la batalla, su importancia está siendo suprimida por las autoridades estatales. En septiembre de 2005, por orden del presidente Aleksandr Lukashenko, cuatro miembros de la oposición del Frente Nacional Bielorruso fueron multados cada uno con casi 4 millones de rublos (aproximadamente 1500 euros) por celebrar el 491.º aniversario de la batalla.
La batalla de Orsha se conmemora en la Tumba del Soldado Desconocido (Varsovia), con la inscripción "ORSZA 8 IX 1514".

## Cultura popular
En el programa de televisión de la BBC Being Human, Hal Yorke se convirtió en vagabundo tras la batalla de Orsha.

## Legado
En 1514, en agradecimiento a la victoria en la batalla, Konstanty Ostrogski construyó la Iglesia y monasterio de la Santísima Trinidad en Vilnius.